# 横滨正金银行北京支行
横滨正金银行北京支行位于今北京市东城区正义路（原“御河桥路”）4号，是日本横滨正金银行设在北京的分行。

## 历史

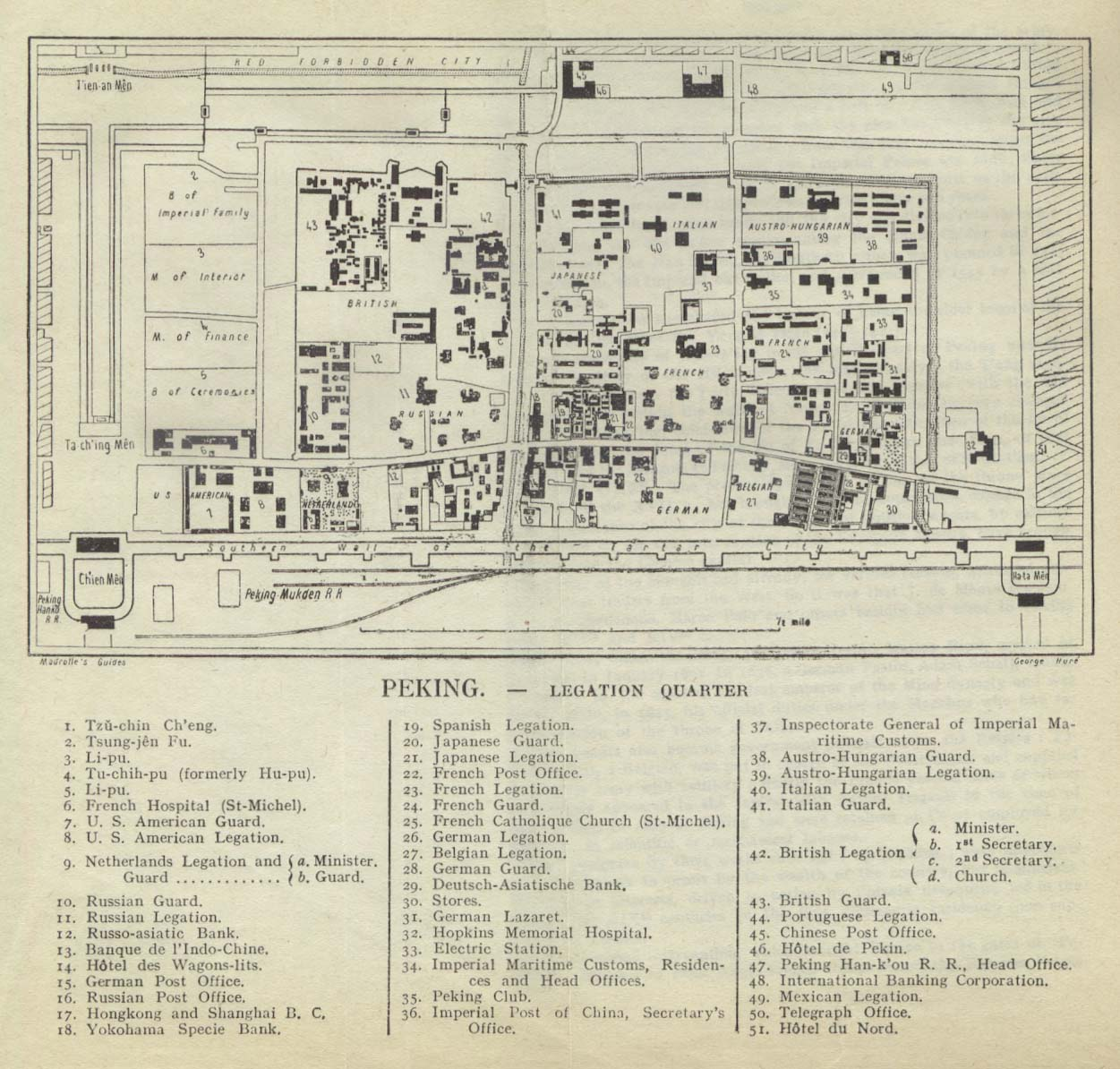
东交民巷使馆区地图。图中18. Yokohama Specie Bank 即横滨正金银行北京支行大楼。

1880年，横滨正金银行创办于日本横滨，清朝光绪九年（1883年），该银行在上海设立分行。宣统二年（1910年），该银行兴建了横滨正金银行北京支行大楼。该建筑座落在御河路东岸与东江米巷交口处的东北角。此地原来是民宅，《辛丑条约》签订后，日本新建日本驻华使馆扩大地盘，并且利用使馆南侧的这块土地兴建了此建筑，设计者是日本建筑师妻木賴黃。该大楼东侧紧邻原西班牙银行（现已无存）。
2001年，“正金银行旧址”作为“东交民巷使馆建筑群”的一部分，被列为第五批全国重点文物保护单位。
2016年1月，该建筑被作为中国法院博物馆向公众开放。

## 建筑

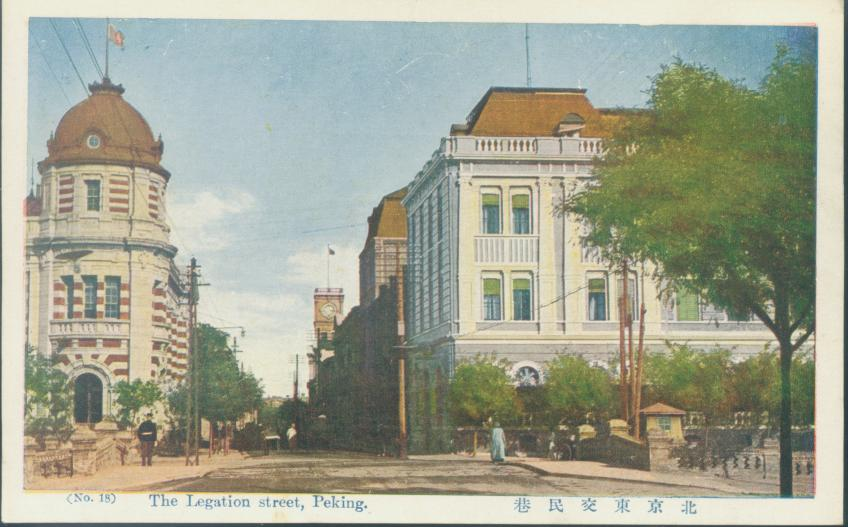
该图自西向东拍摄。图中左侧建筑便是横滨正金银行北京支行大楼，位于路口的东北角。右侧是六国饭店。图中正面的道路是东交民巷，近处的桥是东交民巷跨越御河（今正义路）的桥梁。

该大楼位于大街转角处，平面呈曲尺形，东西方向较短，南北方向较长。该楼地上二层，地下一层，砖石结构。西侧门洞的左壁上镶嵌着1910年的奠基石。转角设计为三层弧形塔楼，顶部为半圆形穹顶，上面设有旗杆，穹顶底部为弧形老虎窗。大楼的主入口开在转角塔楼南侧，沿御河桥路的东西方向中部，开有一个通往内院的大门洞，门洞设有精致的铁花大门。大楼东端、北端微向前凸，顶部有三角形山花。大楼外部造型为19世纪欧洲流行的古典折衷主义风格，但仍具有荷兰古典主义风格。这是由于日本自江户时代中期便向荷兰学习西洋文化，时称“兰学”，故荷兰的红砖清水墙装饰以白石材的建筑做法在日本近代建筑中流行。
该大楼外立面用红砖与石材交替砌筑而成，立面处理为三段式。石砌基座层和一层立面以石为主，敦厚稳重；二层立面则通过红白相间的横向划分，形成自下向上的轻快感。窗间墙用巨柱式壁柱贯通两层，带有爱奥尼式涡卷柱头。檐部以上用石质挑檐和女儿墙栏杆作为顶部的结束。底层大窗以金属柱式与三角形山花分成上、下两个部分，设有半圆拱券的石砌窗套。二层在壁柱之间开有每组两个的长方形窄窗，与底层大窗形成了鲜明对比。东、北两个端部的突出体上有三角形山花，底层大方窗和二层半圆窗形成组合。转角塔楼立面作水平腰线划分，石砌壁柱从基座直达顶部。底层壁柱有石刻盾徽等作为装饰。